# زاكاري تايلور ديفيس
زاكاري تايلور ديفيس (بالإنجليزية: Zachary Taylor Davis)‏ هو مهندس معماري أمريكي، ولد في 26 مايو 1869 في أورورا في الولايات المتحدة، وتوفي في 16 ديسمبر 1946 في شيكاغو في الولايات المتحدة.